# Liste der Baudenkmale in Deensen
In der Liste der Baudenkmale in Deensen sind die Baudenkmale der niedersächsischen Gemeinde Deensen und ihrer Ortsteile im Landkreis Holzminden aufgelistet.

## Allgemein
In den Spalten befinden sich folgende Informationen:
- Lage: die Adresse des Baudenkmales und die geographischen Koordinaten. Kartenansicht, um Koordinaten zu setzen. In der Kartenansicht sind Baudenkmale ohne Koordinaten mit einem roten Marker dargestellt und können in der Karte gesetzt werden. Baudenkmale ohne Bild sind mit einem blauen Marker gekennzeichnet, Baudenkmale mit Bild mit einem grünen Marker.
- Bezeichnung: Bezeichnung des Baudenkmales
- Beschreibung: die Beschreibung des Baudenkmales. Unter § 3 Abs. 2 NDSchG werden Einzeldenkmale und unter § 3 Abs. 3 NDSchG Gruppen baulicher Anlagen und deren Bestandteile ausgewiesen.
- ID: die Objekt-ID des Baudenkmales
- Bild: ein Bild des Baudenkmales, ggf. zusätzlich mit einem Link zu weiteren Fotos des Baudenkmals im Medienarchiv Wikimedia Commons. Wenn man auf das Kamerasymbol klickt, können Fotos zu Baudenkmalen aus dieser Liste hochgeladen werden:

## Braak
Baudenkmale im Ortsteil Braak.

### Gruppe: Hofanlage Am Pfingsthof 32
Die Gruppe „Hofanlage Am Pfingsthof 32“ hat die ID 26972871.

| Lage                                        | Bezeichnung              | Beschreibung | ID       | Bild |
| ------------------------------------------- | ------------------------ | ------------ | -------- | ---- |
| Am Pfingsthof 32 51° 51′ 13″ N, 9° 37′ 4″ O | Wohn-/Wirtschaftsgebäude |              | 26790667 |      |
| Am Pfingsthof 32 51° 51′ 12″ N, 9° 37′ 2″ O | Wohn-/Wirtschaftsgebäude |              | 26790683 | BW   |

### Einzeldenkmale
| Lage                                        | Bezeichnung | Beschreibung | ID       | Bild |
| ------------------------------------------- | ----------- | ------------ | -------- | ---- |
| Am Pfingsthof 29 51° 51′ 11″ N, 9° 37′ 6″ O | Schule      |              | 26790650 |      |
| Am Pfingsthof 37 51° 51′ 9″ N, 9° 37′ 8″ O  | Wohnhaus    |              | 26790725 |      |

## Deensen
Baudenkmale im Ortsteil Deensen.

### Gruppe: Kreuzsteine Am alten Born
Die Gruppe „Kreuzsteine Am alten Born“ hat die ID 26972838.

| Lage                                          | Bezeichnung | Beschreibung | ID       | Bild |
| --------------------------------------------- | ----------- | ------------ | -------- | ---- |
| Am alten Born 4 r 51° 51′ 41″ N, 9° 35′ 21″ O | Kreuzstein  |              | 26790854 |      |
| Am alten Born 4 51° 51′ 41″ N, 9° 35′ 21″ O   | Kreuzstein  |              | 26790870 |      |
| Am alten Born 4 l 51° 51′ 41″ N, 9° 35′ 20″ O | Kreuzstein  |              | 26790886 |      |

### Gruppe: Hofanlagen Am Anger 1–7
Die Gruppe „Hofanlagen Am Anger 1–7“ hat die ID 26972816.

| Lage                                   | Bezeichnung              | Beschreibung | ID       | Bild |
| -------------------------------------- | ------------------------ | ------------ | -------- | ---- |
| Am Anger 1 51° 51′ 35″ N, 9° 35′ 46″ O | Wohn-/Wirtschaftsgebäude |              | 26790947 |      |
| Am Anger 3 51° 51′ 35″ N, 9° 35′ 44″ O | Scheune                  |              | 26790979 |      |
| Am Anger 3 51° 51′ 36″ N, 9° 35′ 44″ O | Wohn-/Wirtschaftsgebäude |              | 26790963 |      |
| Am Anger 5 51° 51′ 36″ N, 9° 35′ 42″ O | Scheune                  |              | 26791011 | BW   |
| Am Anger 7 51° 51′ 37″ N, 9° 35′ 41″ O | Wohn-/Wirtschaftsgebäude |              | 26791043 |      |

### Gruppe: Mühlenhof Ebersteinweg 1
Die Gruppe „Mühlenhof Ebersteinweg 1“ hat die ID 26972849.

| Lage                                                  | Bezeichnung  | Beschreibung       | ID       | Bild |
| ----------------------------------------------------- | ------------ | ------------------ | -------- | ---- |
| Ebersteinweg 1 51° 51′ 42″ N, 9° 35′ 11″ O            | Wohnhaus     |                    | 26791106 |      |
| Ebersteinweg 3 51° 51′ 42″ N, 9° 35′ 11″ O            | Wohnhaus     |                    | 26791122 |      |
| Robinson-Crusoe-Straße 30 51° 51′ 41″ N, 9° 35′ 11″ O | Nebengebäude |                    | 26791404 |      |
| Robinson-Crusoe-Straße 30 51° 51′ 42″ N, 9° 35′ 12″ O | ehem. Mühle  | Mühle (Baukomplex) | 26791388 |      |

### Gruppe: Hofanlage Robinson-Crusoe-Str. 8/10
Die Gruppe „Hofanlage Robinson-Crusoe-Str. 8/10“ hat die ID 26972860.

| Lage                                                  | Bezeichnung              | Beschreibung | ID       | Bild |
| ----------------------------------------------------- | ------------------------ | ------------ | -------- | ---- |
| Robinson-Crusoe-Straße 8 51° 51′ 45″ N, 9° 35′ 20″ O  | Wohn-/Wirtschaftsgebäude |              | 26791280 |      |
| Robinson-Crusoe-Straße 8 51° 51′ 46″ N, 9° 35′ 20″ O  | Scheune                  |              | 26791296 | BW   |
| Robinson-Crusoe-Straße 10 51° 51′ 45″ N, 9° 35′ 20″ O | Wohn-/Wirtschaftsgebäude |              | 26791325 |      |

### Gruppe: Hofanlage Sollingtrift 6
Die Gruppe „Hofanlage Sollingtrift 6“ hat die ID 26972827.

| Lage                                       | Bezeichnung              | Beschreibung | ID       | Bild |
| ------------------------------------------ | ------------------------ | ------------ | -------- | ---- |
| Sollingtrift 6 51° 51′ 40″ N, 9° 35′ 36″ O | Wohn-/Wirtschaftsgebäude |              | 26791450 |      |
| Sollingtrift 6 51° 51′ 41″ N, 9° 35′ 35″ O | Scheune                  |              | 26791466 |      |

### Einzeldenkmale
| Lage                                                  | Bezeichnung              | Beschreibung       | ID       | Bild           |
| ----------------------------------------------------- | ------------------------ | ------------------ | -------- | -------------- |
| Am alten Born 51° 51′ 38″ N, 9° 35′ 16″ O             | Mausoleum                |                    | 26790772 |                |
| Am alten Born 2 51° 51′ 42″ N, 9° 35′ 30″ O           | Wohnhaus                 |                    | 26790804 |                |
| Am alten Born 3 51° 51′ 41″ N, 9° 35′ 32″ O           | Wohn-/Wirtschaftsgebäude |                    | 26790820 |                |
| Am alten Born 4 51° 51′ 42″ N, 9° 35′ 23″ O           | Herrenhaus (Bauwerk)     |                    | 26790837 |                |
| Am alten Born 4 51° 51′ 43″ N, 9° 35′ 29″ O           | Scheune/Stall            |                    | 26790900 |                |
| Am alten Born 6 51° 51′ 40″ N, 9° 35′ 18″ O           | Wohn-/Wirtschaftsgebäude |                    | 26790917 |                |
| Am alten Born 11 51° 51′ 40″ N, 9° 35′ 24″ O          | Kirche (Bauwerk)         | St.-Nicolai-Kirche | 26790755 | Weitere Bilder |
| Am Anger 11 51° 51′ 37″ N, 9° 35′ 39″ O               | Wohn-/Wirtschaftsgebäude |                    | 26791072 |                |
| Bahnhofstraße 27 51° 52′ 6″ N, 9° 34′ 57″ O           | Wohnhaus                 |                    | 26791089 |                |
| Ebersteinweg 5 51° 51′ 42″ N, 9° 35′ 4″ O             | ehem. Mühle              | Mühle (Baukomplex) | 26791138 |                |
| Ernst-Reuter-Straße 9 51° 51′ 45″ N, 9° 35′ 30″ O     | Wohn-/Wirtschaftsgebäude |                    | 26791155 |                |
| Ernst-Reuter-Straße 10 51° 51′ 42″ N, 9° 35′ 34″ O    | Wohn-/Wirtschaftsgebäude |                    | 26791173 |                |
| Ernst-Reuter-Straße 39 51° 51′ 37″ N, 9° 35′ 46″ O    | Wohn-/Wirtschaftsgebäude |                    | 26791203 |                |
| Robinson-Crusoe-Straße 4 51° 51′ 46″ N, 9° 35′ 23″ O  | Scheune                  |                    | 26791263 |                |
| Robinson-Crusoe-Straße 26 51° 51′ 44″ N, 9° 35′ 11″ O | Wohn-/Wirtschaftsgebäude |                    | 26791354 |                |
| Robinson-Crusoe-Straße 28 51° 51′ 43″ N, 9° 35′ 13″ O | Wohn-/Wirtschaftsgebäude |                    | 26791371 |                |
| Sollingtrift 4 51° 51′ 41″ N, 9° 35′ 35″ O            | Wohn-/Wirtschaftsgebäude |                    | 26791433 |                |
| Sollingtrift 12 51° 51′ 38″ N, 9° 35′ 36″ O           | Wohn-/Wirtschaftsgebäude |                    | 26791482 |                |

## Schießhaus
Baudenkmale im Ortsteil Schießhaus.

### Gruppe: Försterei Schießhaus 1
Die Gruppe „Försterei Schießhaus 1“ hat die ID 26972882.

| Lage                                    | Bezeichnung | Beschreibung | ID       | Bild |
| --------------------------------------- | ----------- | ------------ | -------- | ---- |
| Schießhaus 1 51° 49′ 24″ N, 9° 34′ 4″ O | Forstgehöft | Wohnhaus     | 26791512 |      |
| Schießhaus 1 51° 49′ 26″ N, 9° 34′ 4″ O | Forstgehöft | Remise       | 26791528 |      |

## Schorborn
Baudenkmale im Ortsteil Schorborn.

### Einzeldenkmale
| Lage                                              | Bezeichnung | Beschreibung | ID       | Bild |
| ------------------------------------------------- | ----------- | ------------ | -------- | ---- |
| Alte Mühle 9 51° 51′ 18″ N, 9° 34′ 34″ O          | Wassermühle |              | 26791544 |      |
| Am Wasserwerk 1 51° 51′ 16″ N, 9° 34′ 41″ O       | Wasserwerk  |              | 26791561 |      |
| Glashüttenweg 6 51° 51′ 12″ N, 9° 34′ 42″ O       | Forsthaus   |              | 26791579 |      |
| Schießhäuser Straße 2 51° 51′ 16″ N, 9° 34′ 39″ O | Wohnhaus    |              | 26791596 |      |